# Coppa Sabatini 1962
La Coppa Sabatini 1962, undicesima edizione della corsa, si svolse il 7 ottobre 1962 su un percorso di 225 km. La vittoria fu appannaggio dell'italiano Alfredo Sabbadin, che completò il percorso in 6h05'00", precedendo i connazionali Ercole Baldini e Luigi Maserati.

## Ordine d'arrivo (Top 10)
| Pos. | Corridore          | Squadra            | Tempo    |
| ---- | ------------------ | ------------------ | -------- |
| 1    | Alfredo Sabbadin   | Gazzola-Fiorelli   | 6h05'00" |
| 2    | Ercole Baldini     | Ignis-Moschettieri | a 0'15"  |
| 3    | Luigi Maserati     | Gazzola-Fiorelli   | s.t.     |
| 4    | Imerio Massignan   | Legnano            | s.t.     |
| 5    | Giuseppe Fallarini | Molteni            | s.t.     |
| 6    | Guido Carlesi      | Philco             | s.t.     |
| 7    | Renzo Fontona      | Legnano            | s.t.     |
| 8    | Aldo Moser         | San Pellegrino     | s.t.     |
| 9    | Idrio Bui          | Ignis-Moschettieri | s.t.     |
| 10   | Emilio Ciolli      | Rossi              | s.t.     |